# Johan Louis Vunderink
Johan Louis Vunderink (Hoogeveen, 30 september 1905 – Loosdrecht, 22 juli 1992) was een Nederlands burgemeester.
Hij werd geboren als zoon van George Willem Cornelis Vunderink (1877-1965; predikant) en Antonia Justine Tichelaar (1882-1946). Na de hbs ging hij rechten studeren aan de Rijksuniversiteit Utrecht. Nadat hij daar was afgestudeerd vestigde hij zich als advocaat in Utrecht en later trad hij in dienst bij het departement van sociale zaken. In maart 1946 werd Vunderink benoemd tot burgemeester van Loosdrecht wat hij tot zijn pensionering in oktober 1970 zou blijven. Hij overleed midden 1992 op 86-jarige leeftijd.